# Municipalità regionale della contea di Avignon
La municipalità regionale di contea di Avignon è una municipalità regionale di contea del Canada, localizzata nella provincia del Québec, nella regione di Gaspésie-Îles-de-la-Madeleine.
Il suo capoluogo è Nouvelle.

## Suddivisioni
City e Town
- Carleton-sur-Mer

Municipalità
- Escuminac
- L'Ascension-de-Patapédia
- Maria
- Matapédia
- Nouvelle
- Pointe-à-la-Croix
- Saint-Alexis-de-Matapédia
- Saint-André-de-Restigouche
- Saint-François-d'Assise

Township
- Ristigouche-Partie-Sud-Est

Territori non organizzati
- Rivière-Nouvelle
- Ruisseau-Ferguson

Riserve native (non associate alla MRC)
- Gesgapegiag 2
- Listuguj